# (9064) Johndavies
(9064) Johndavies (1993 BH8) – planetoida z pasa głównego asteroid okrążająca Słońce w ciągu 3,8 lat w średniej odległości 2,43 au. Odkryta 21 stycznia 1993 roku.